# Zuzana Pavelková
Zuzana Pavelková (* 10. dubna 1991 Ústí nad Labem) je česká právnička a odbornice na lidská práva a migrační politiku.

## Život a studium
Zuzana Pavelková se narodila v Ústí nad Labem. Od dvanácti let navštěvovala česko-německé gymnázium Friedricha Schillera v saské Pirně, kde také odmaturovala. V roce 2014 absolvovala bakalářské studium mezinárodních vztahů na Technické univerzitě v Drážďanech. V roce 2017 zakončila magisterské studium lidských práv na Středoevropské univerzitě, která v té době ještě sídlila v Budapešti. Následně navázala postgraduálním studiem mezinárodního a evropského práva v oblasti lidských práv na Univerzitě v Leidenu. Absolvovala rovněž studijní pobyty ve francouzském Nice a italské Florencii, žila v Bosně a Hercegovině. Hovoří anglicky a německy, ovládá základy francouzštiny a ruštiny. V současnosti žije v Praze.

## Povolání
Dlouhodobě se věnuje tématu migrace a uprchlictví. Mezi lety 2010 a 2013 se angažovala v rámci kampaně „Save me“ v Německu. V roce 2015 spoluzakládala iniciativu Česko vítá uprchlíky. V roce 2017 doučovala uprchlíky připravující se na studium na vysoké škole v rámci programu OLIve na Středoevropské univerzitě.
Od roku 2018 působí v Organizaci pro pomoc uprchlíkům (OPU), kde poskytuje právní poradenství žadatelům o mezinárodní ochranu v České republice. V letech 2018–2022 jezdila do detenčního Zařízení pro zajištění cizinců v Bělé-Jezové, kde asistovala mladistvým bez doprovodu a rodinám s dětmi. Spolupracovala také na ústavní stížnosti, díky které cizinecké policie změnila svůj přístup vůči nezletilým dětem bez doprovodu. Podílela se rovněž na první stížnosti proti imigrační detenci dětí k Výboru OSN pro práva dítěte. Pravidelně apeluje na ukončení této praxe. Pavelková přednáší o azylovém a detenčním řízení, publikuje a veřejně se vyjadřuje k migrační politice ČR a Evropské unie. Média se na ni obracejí jako na odbornici na uprchlictví. Je členkou Výboru pro práva cizinců Rady vlády pro lidská práva.

## Politické působení
V roce 2015 vstoupila do Mladých zelených, působila zejména ve Federaci mladých evropských zelených (FYEG). V roce 2017 byla zvolena do výkonného výboru mladých evropských zelených. V letech 2018–2019 působila jako spolumluvčí této organizace (společně s Katri Ylinen z Finska). Bylo to poprvé, co si organizace do svého čela zvolila dvě ženy. V rámci mandátu se podílela na přípravě evropské kampaně a zastupovala organizaci navenek.

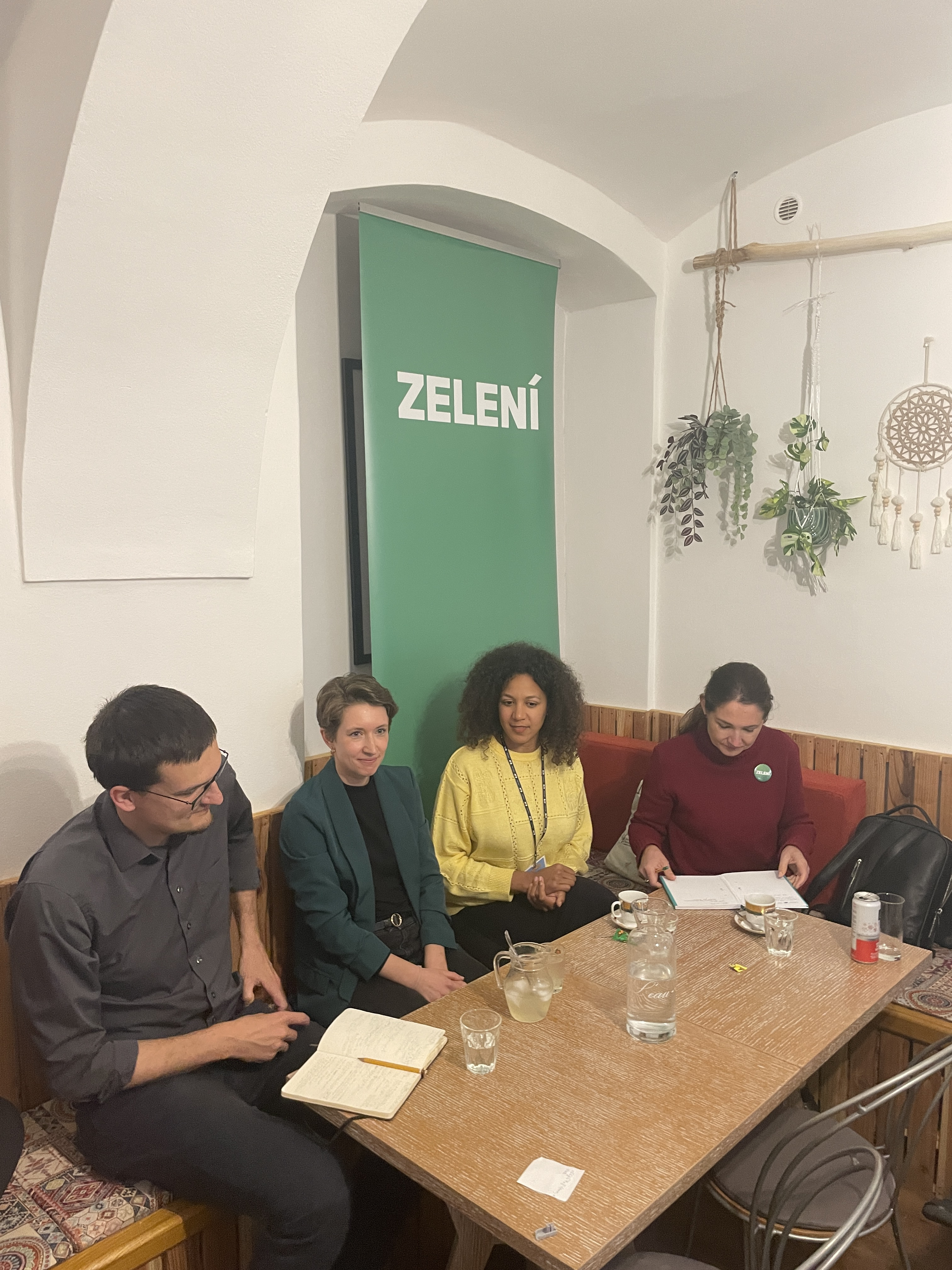
Zuzana Pavelková na předvolební debatě

V letech 2020–2022 reprezentovala FYEG v poradním orgánu Rady Evropy pro mládež. Zaměřovala se zejména na otázky podpory mladých uprchlíků na cestě k dospělosti a začleňování mladých do rozhodování o klimatické politice. Pravidelně se věnuje tématům feminismu, lidských práv a právního státu, azylové a migrační politiky, klimatické krize nebo situaci mladých lidí a sociálním otázkám.
Členkou Zelených je od roku 2018. Ve volbách do poslanecké sněmovny v roce 2021 kandidovala na 34. místě pražské kandidátky, ale nebyla zvolena. Ve volbách do Evropského parlamentu v červnu 2024 kandidovala na 3. místě kandidátky Zelených. I když dostala 3 818 preferenčních hlasů a poskočila tak s podporou 8,27 % voličů na druhé místo kandidátky, mandát nezískala, protože se Strana zelených s 1,55 % hlasů do evropského parlamentu nedostala.